# Aplocheilichthys sp. nov.
Aplocheilichthys sp. nov. é uma espécie de peixe da família Poeciliidae.
Pode ser encontrada nos seguintes países: Tanzânia e Uganda.
Os seus habitats naturais são: rios.